# Beekeerdgronden
Beekeerdgronden zijn zandeerdgronden die meestal voorkomen in beekdalen. De beekeerdgronden behoren binnen de Nederlandse bodemclassificatie tot de hydrozandeerdgronden. De bodem bestaat uit een eutrofe humuslaag die overgaat in een oligotrofe laag van dekzand. Beekeerdgrond komt voor in gebieden met een fluctuerende grondwaterstand. In de bodem treedt daardoor oxidatie op. Beekeerdgronden wordt als verzamelnaam gebruikt voor de zwarte- en de bruine beekeerdgronden. Wanneer men het over beekeerdgronden heeft kan het over zowel bruine als zwarte beekeerdgronden gaan.
- Zwarte beekeerdgronden: Deze grondsoort komt voor in de lage zandgronden die uit het Pleistoceen stammen. Doordat de grondsoort voorkomt in beekdalen bevat de grond een laag klei. De A-horizont is zwart van kleur en vertoont tekenen van oxidatie door de fluctuerende grondwaterstand.

- Bruine beekeerdgronden: De A-horizont van deze grondsoort is bruin gekleurd en bevat sporen van kleiig leem. De A-horizont is tussen de 25–40 cm dik. De oude naam voor de grondsoort is bruine gleygrond.

Het verschil tussen de bruine- en de zwarte beekeerdgronden zit in de kleur van de A-horizont. Tevens vertoont de zwarte beekeerdgrond meer tekenen van oxidatie dan de bruine beekeerdgrond maar de bruine beekeerdgrond bevat echter wel weer sporen van leem. 